# حركة العمل الوطني من أجل سورية
«حركة العمل الوطني من أجل سورية» حركة سياسية سورية تأسست في مطلع عام 2011 تحت اسم «مجموعة العمل الوطني من أجل سورية»، وعُرفت بالمشاركة في قيادة الأجسام الوطنية والسياسية السورية التي تمثل قوى الثورة السورية 2011 منذ ذلك الحين.

## التعريف
حركة سياسية وطنية متجددة تسعى لإثراء العمل السياسي في سورية من خلال إطلاق المبادرات وبناء الشراكات الوطنية واستقطاب الطاقات وتمكينها للمساهمة في بناء سورية الحديثة واستقرارها.

## التأسيس
في 18 فبراير 2011، وعلى خلفية بدء الثورة في كل من تونس ومصر، وما عُرف باسم الربيع العربي، عقدت لجنة تحضيرية اجتماعاً لبحث إمكانية الإسهام في تطوير العمل الوطني السوري، في ظل إرهاصات التغيير التي بدأت في المنطقة العربية، ووُلدت في ختام الاجتماع «مجموعة العمل الوطني من أجل سورية»، التي اشترك في تأسيسها عدد من الشخصيات أبرزها أحمد رمضان، ومحمد سداد عقاد، وعبيدة نحاس، وعماد أحمد النداف، [./Https://twitter.com/MAHMUTOSMAN ومحمود عثمان].
دعمت المجموعة الحراك السلمي في سورية، وأسهمت في العمل السياسي السوري منذ انطلاق الثورة، ولعبت دوراً أساسياً إلى جانب القوى السياسية والثورية في تشكيل القيادة الوطنية، فكانت مساهماً أساسياً في تشكيل المجلس الوطني السوري عام 2011. كما أن لها ممثلين في الائتلاف الوطني لقوى الثورة والمعارضة السورية منذ تشكيله عام 2012، وشاركت في الحكومة السورية المؤقتة منذ تشكيلها عام 2013 وحتى 2016.
وشاركت المجموعة في العديد من الاستحقاقات الوطنية السورية، مثل مؤتمر جنيف 2 للسلام في سوريا عام 2014. وفي العام نفسه تحولت المجموعة إلى «حركة العمل الوطني من اجل سورية».
وبسبب تاريخ قسم من مؤسسي الحركة وخلفيتهم الإسلامية، اعتبرها كثير من الباحثين الغربيين حركة منشقة تمثل تمرد الجيل الجديد على جماعة الإخوان المسلمين في سورية التقليدية. وتثير الحركة (التي غالباً ما يشار إليها باسمها الأول «المجموعة») اهتمام الباحثين بسبب دورها السياسي البارز على الرغم من عمرها القصير نسبياً، فقد أفرزت وزيراً في أول حكومة مؤقتة تشكلها المعارضة السورية.

## الرسالة
تشير الحركة في أدبياتها إلى أن رسالتها هي: الشراكة في بناء الدولة السورية الحديثة وقيادتها نحو الاستقرار والنهضة.

## الهوية الفكرية
تعتمد الحركة «المرجعية الوطنية السورية» أساساً للعمل السياسي التشاركي، وهويتها محافظة اجتماعياً، ليبرالية اقتصادياً، وديمقراطية سياسياً، وتلتزم بالعمل في إطار نظام مدني ديمقراطي في سورية.
تتبنى الحركة خطاباً سياسياً عصرياً مستنداً إلى قيم المجتمع السوري وثقافته، وتؤمن بتمكين الشرائح الاجتماعية المختلفة، ولاسيما المرأة والشباب، وتشجيع جميع مكونات المجتمع السوري على الانخراط الإيجابي في الحياة العامة.
وتهدف الحركة إلى إعادة تشكيل الثقافة الفكرية والوعي السياسي، والانتقال من حالة التقوقع إلى الانطلاق، في بيئة محلية وإقليمية وعالمية تعترف بالتنافس الإيجابي وتنبذ الصراع، بما يساعد على إنتاج الرؤى والاستراتيجيات والمبادرات.

## الأهداف
تسعى الحركة لتحقيق الأهداف السياسية الآتية:
- إعادة بناء الدولة على أسس الديمقراطية والعدالة وسيادة القانون.
- السعي لتحقيق دولة النهضة والحريات والعدالة الاجتماعية وتكافؤ الفرص.
- تطوير الشراكة الوطنية بين المكونات السياسية السورية.
- إعادة بناء الهوية الوطنية الجامعة.
- اقتراح المبادرات الوطنية.
- ترشيح الكوادر السياسية والتخصصية، واستقطاب الكفاءات لبناء الدولة.

## القيم
تتبنى الحركة القيم الآتية في العمل السياسي:
- الحرية
- المسؤولية
- الحوار
- الابتكار
- التشاركية

## الهيكل التنظيمي
تتكون الحركة من ثلاثة هيئات رئيسية، هي:
- الهيئة العامة.
- اللجنة المركزية.
- المكتب التنفيذي.

## شخصيات الحركة

### أعضاء المكتب التنفيذي
يتكون المكتب التنفيذي للحركة من 4 أعضاء، هم:
- أحمد رمضان (رئيس الحركة)
- محمد سداد عقاد (نائب رئيس الحركة)
- محمد ياسين نجار
- عماد أحمد النداف

### أعضاء في اللجنة المركزية
تتكون اللجنة المركزية للحركة من عدد غير معلن من الأعضاء، منهم:
- محمود عثمان (أمين سر الحركة)

وهناك أعضاء آخرون.
وقد استقال عدد من شخصيات الحركة منها في فبراير 2017 وشكلوا حركة سياسية جديدة باسم حركة التجديد الوطني، وأبرزهم: عبيدة نحاس، محمد سرميني، محمد عادل، أنس طعمة وآخرون.

## الثورة السورية
لعبت الحركة دوراً مهماً في دعم الحراك السلمي في سورية بعد انطلاق ثورة مارس 2011. وبرز دورها في الساحة السياسية السورية، بينما يظهر أعضاؤها كمتحدثين باسم الثورة في الإعلام العربي والإنكليزي.

## مؤتمرات المعارضة السورية

### مؤتمر أنطاليا
غابت الحركة عن مؤتمر المعارضة السورية في أنطاليا في مايو 2011، والذي انتخب في 1 يونيو 2011 هيئة وطنية تتكون من 31 شخصية سورية، ودعا إلى إسقاط النظام السوري.

### مؤتمر بروكسل
ساهمت الحركة بشكل بارز في مؤتمر بروكسل للمعارضة السورية في 2 يونيو 2011، والذي انعقد بعد مؤتمر أنطاليا وتوافق معه في الدعوة إلى إسقاط النظام السوري، وانتُخب منها عضوان في لجنة المتابعة التي أفرزها المؤتمر والمكونة من 11 عضواً.

### مؤتمر الإنقاذ الوطني
شارك أعضاء الحركة في اللجنة التحضيرية لـمؤتمر الإنقاذ الوطني السوري الذي انعقد في إسطنبول في 16 يوليو 2011. وكان يُفترض أن يَكون المؤتمر مقسوماً إلى جزئين، مؤتمر في الداخل بالعاصمة دمشق ومؤتمر في الخارج بمدينة إسطنبول التركية بمشاركة 400 معارض وبقيادة هيثم المالح. لكن خلال سير مظاهرة مناهضة للنظام في حي القابون بدمشق بجوار صالة المؤتمر في «جمعة أسرى الحرية» بتاريخ 15 يوليو أطلقت عليها قوات الأمن النار وقتلت 14 محتجاً، ودفعت هذه الأحداث المعارضة إلى تغيير مكان عقد المؤتمر في العاصمة إلى موقع سريٍّ لم تُعلن عنه. ولم تشارك الحركة في الانتخابات التي جرت خلال المؤتمر واعتبرته فاشلاً.

## المجلس الوطني السوري
لعبت حركة العمل الوطني دوراً أساسياً في تأسيس المجلس الوطني السوري في إسطنبول بين أغسطس وأكتوبر 2011 إلى جانب أحزاب وتجمعات المعارضة السورية المختلفة.
وكانت لجنة تحضيرية شكلتها الحركة بالتعاون مع «لقاء التنسيق الديمقراطي» (الذي أصبح اسمه لاحقاً الكتلة الوطنية المؤسسة) أعلنت عن تأسيس المجلس في 23 أغسطس 2011، بالرغم من مقاومة المعارضة التقليدية وبينها جماعة الإخوان المسلمين في سورية وإعلان دمشق للتغيير الوطني الديمقراطي. إلا أن الترحيب الإقليمي والدولي بتأسيس المجلس كقيادة سياسية للثورة في سورية دفع الأحزاب التقليدية للدخول في مفاوضات مع المجلس الذي تم توسيعه وأعلن عنه بصيغته الجديدة التي حصلت على الاعتراف الدولي في 2 أكتوبر 2011، واعتُبر المجلس، بعد تأسيسه المظلة السياسية للثورة والمعارضة في سورية برئاسة د. برهان غليون، ثم د. عبد الباسط سيدا، وذلك بعد حصوله على اعتراف مجموعة أصدقاء الشعب السوري به «ممثلاً شرعياً للشعب السوري» في مؤتمر بإسطنبول حضرته 83 دولة في أبريل 2012.
ويمثل الحركة في المكتب التنفيذي للمجلس الوطني منذ 2011 رئيسها أحمد رمضان، وهو ممثلها في الأمانة العامة للمجلس أيضاً إلى جانب محمود العثمان.
وتعتبر حركة العمل الوطني ولقاء التنسيق الديمقراطي مهندسَي المجلس الوطني السوري وإعادة هيكلته. وفي 2012 أعلنت رسمياً عن «كتلة حركة العمل الوطني من أجل سورية» داخل المجلس، التي تضم 16 عضواً، وهي «كتلة مؤسِّسة» بحسب تعريف النظام الداخلي.
وفي انتخابات الأمانة العامة الثانية للمجلس في نوفمبر 2012 خاض ممثلو الحركة الانتخابات على قائمتين: «العمل الوطني» التي فاز منها أحمد رمضان، و«المستقبل لنا» التي فاز منها عبيدة نحاس إلى جانب محمد الحاج عبد الله ممثل الحراك الثوري في حلب.
ودعمت الحركة بعد انتخاب المكتب التنفيذي الجديد ترشيح وانتخاب جورج صبرا رئيساً للمجلس لولاية أولى في 2012.

## الائتلاف الوطني لقوى الثورة والمعارضة السورية
تراجع تمثيل حركة العمل الوطني في قيادة المعارضة إلى مقعد واحد، بعد تأسيس الائتلاف الوطني لقوى الثورة والمعارضة السورية في نوفمبر 2012 في الدوحة، إذ يمثل الحركة في الائتلاف أحمد رمضان، بينما تراجع دور المجلس الوطني السوري إلى مجرد تحالف سياسي. وقد حصل الائتلاف برئاسة الشيخ أحمد معاذ الخطيب على اعتراف مجموعة أصدقاء الشعب السوري «ممثلاً شرعياً للشعب السوري ومظلة تنظيمية تأتلف تحتها أطياف المعارضة السورية» وذلك في مؤتمر مراكش في ديسمبر 2012.
واتهمت أطراف في المعارضة حركة العمل الوطني بالعمل على تغيير تحالف الائتلاف الوطني من قطر إلى المملكة العربية السعودية، من خلال ترتيب زيارة للمكتب التنفيذي للمجلس الوطني السوري إلى جدة في مايو 2013، أسفرت عن بناء تحالف سياسي جديد بين المجلس والسعودية أثمر توسيع الائتلاف الوطني لدخول كتلة التحالف الديمقراطي برئاسة ميشيل كيلو، وانتخاب مرشحها الشيخ أحمد الجربا المقرب من السعودية رئيساً للائتلاف الوطني على حساب مصطفى صباغ رجل الأعمال السوري المقرب من قطر.

## الحكومة السورية المؤقتة
يُعتقد أن الحركة لعبت دوراً في الدعم السعودي لترشيح د. أحمد طعمة من إعلان دمشق لرئاسة الحكومة السورية المؤقتة على حساب رئيس الحكومة المكلف غسان هيتو المقرب من قطر أيضاً. وقد نجحت حركة العمل الوطني من أجل سورية في المشاركة في الحكومة السورية المؤقتة التي نالت ثقة الائتلاف في نوفمبر 2013، ومثلها في الحكومة وزير الاتصالات والنقل والصناعة المهندس محمد ياسين نجار حتى 2016. كما عمل عضو الحركة محمد سرميني مستشاراً لرئيس الحكومة المؤقتة ومديراً لمكتب دعم القرار في الحكومة حتى 2016.

## الخلاف مع الإخوان المسلمين
أدت الخلفية الوطنية المنفتحة للحركة، والدور الذي لعبه بعض أعضائها في الإخوان سابقاً إلى حصول التباس في النظرة إلى علاقتها معهم، إلا أن مواقف الحركة السياسية اصطدمت بخيارات جماعة الإخوان المسلمين في سورية في أكثر من مناسبة مثل انتخاب غسان هيتو لرئاسة الحكومة السورية المؤقتة والذي عارضته حركة العمل الوطني ودعمه الإخوان، وانتخاب الجربا الذي دعمته الحركة وعارضه الإخوان، وكذلك الموقف الذي فجر الخلاف الأبرز بين الطرفين بشأن مؤتمر جنيف 2 للسلام في سوريا، إذ قرر الإخوان مقاطعة المؤتمر، بينما شاركت الحركة في وفد المعارضة إلى جنيف من خلال عضو في الوفد المفاوض، وعضو في فريق التخطيط الاستراتيجي، وعضو في فريق الإشراف والتخطيط، وكان للحركة دور أساسي في التحضير لجنيف 2 بالتعاون مع قوى سياسية أخرى في الائتلاف.
وتمنع الحركة أعضاءها من الانتماء إلى أحزاب أو حركات سياسية أخرى، وقد قدم عدد من أعضائها استقالاتهم إلى جماعة الإخوان المسلمين في سورية بعد انطلاق الثورة السورية 2011 بعد انقطاعهم الطويل عنها، والتزموا بالعمل من خلال الحركة التي ترى العمل السياسي منفصلاً عن باقي أعمال الدعوة والمجتمع المدني التي يمارسها الإخوان والجماعات الإسلامية.

## التخصص ونطاق العمل
تشدد الحركة على أنها حركة متخصصة تعمل في السياسة فقط. وتعتمد الشراكة الوطنية في الشأن السوري سبيلاً للعمل، وترفض العمل التنظيمي العابر للحدود أو التدخل في شؤون الآخرين، مع ضرورة الحفاظ على علاقات صداقة وتعاون مع الدول العربية ولاسيما التي تدعم الشعب السوري، وتلتزم الحركة باحترام سيادة الدول العربية الشقيقة، وإقامة العلاقات على أساس التعاون البنّاء والمصالح المشتركة.

## الموقع الرسمي
حركة العمل الوطني من أجل سورية